# 布施温泉
布施温泉（ふせおんせん）は、長野県佐久市布施にある温泉。周辺は旧望月町の中心地でもあった。

## 泉質
- ナトリウム-塩化物泉
  - 泉温　47.3℃
  - 無色透明・無味無臭。源泉掛け流し・循環濾過併用。

## 温泉地
佐久市中心部から10キロ離れた山間部に、日帰り温泉施設「布施温泉」が1軒存在する。
多様なサウナ・露天風呂を完備している。食堂では地元の食材を使った料理が味わえる。

## 歴史
1997年（平成9年）11月　- 開業。

## アクセス
鉄道
- JR北陸新幹線・小海線佐久平駅から車で20分。又は千曲バス中山道線で20分、「百沢』バス停下車、徒歩20分

自動車
- 中部横断自動車道佐久南ICから国道142号経由、車で20分。